# هيلين ريتر
هيلين ريتر (بالألمانية: Helen Bischofberger)‏ هي عداءة سريعة ليختنشتانية، ولدت في 1957.

## وصلات خارجية
- هيلين ريتر على موقع الاتحاد الدولي لألعاب القوى (الإنجليزية)
- هيلين ريتر على موقع أوليمبيديا (الإنجليزية)